# Myopa pallida
Myopa pallida är en tvåvingeart som beskrevs av Krober 1916. Myopa pallida ingår i släktet Myopa och familjen stekelflugor. Inga underarter finns listade i Catalogue of Life.